# Válečná kořist
Válečná kořist je majetek hmotné i nehmotné povahy, který byl zabaven během války a jehož se jedna z válčících stran zmocnila na úkor druhé válčící strany. Podle mezinárodních dohod podléhá konfiskaci.
Válečná kořist není válečná trofej, což jsou předměty, které byly získány přímo na bojišti a přispěly k vítězství jedné ze stran. Jako trofej může být považována například zbraň nepřítele, ozdoby, součást výstroje, znak, zástava a jiné.